# HD 172365
HD 172365，又名BD+05 3891，SAO 123778、HR 7008，是一颗恒星，视星等为6.38，位于銀經36.28，銀緯5.02，其B1900.0坐标为赤經18h 34m 41.5s，赤緯+5° 5.02′ 27″。